# Sloup se sochou svaté Anny (Nechanice)
Barokní sousoší svaté Anny a Panny Marie s Ježíškem se nalézá na Husově náměstí v městečku Nechanice v okrese Hradec Králové. Jedná se o kvalitní barokní sousoší neznámého autora z roku 1732, které je chráněno jako kulturní památka ČR. Národní památkový ústav toto sousoší uvádí v katalogu památek pod rejstříkovým číslem ÚSKP 27482/6-662.

## Popis
Na pětistupňovém kamenném schodišti čtvercového půdorysu s konkávně prolomenými rohy je umístěn hranolový sokl s okosenými stěnami a s třikrát odstupněnou vysokou patkou, drobnějším zprohýbaným dříkem se špatně čitelnými nápisy ve stěnách a s nevýraznou římsou. Na soklu je umístěn štíhlý hranolový nástavec, po stranách s přistavěnými volutami, zdobenými květinovými střapci. V horní části jsou přední a zadní stěna nástavce ozdobeny dvěma festony vybíhajícími z volut po stranách, uprostřed s okřídlenou hlavičkou andílka. V přední stěně dole je umístěna kovová lucerna. Nástavec je ukončen širokou profilovanou římsou, na níž na podstavci s hlavičkami andílků, bohatou rostlinnou výzdobou a oválnými kartušemi stojí v objetí vlevo svatá Anna s rysy staré ženy, a vpravo Panna Marie jako mladá žena, s Ježíškem na levé ruce. Všichni tři měli původně nad hlavou plechovou svatozář. 

## Galerie

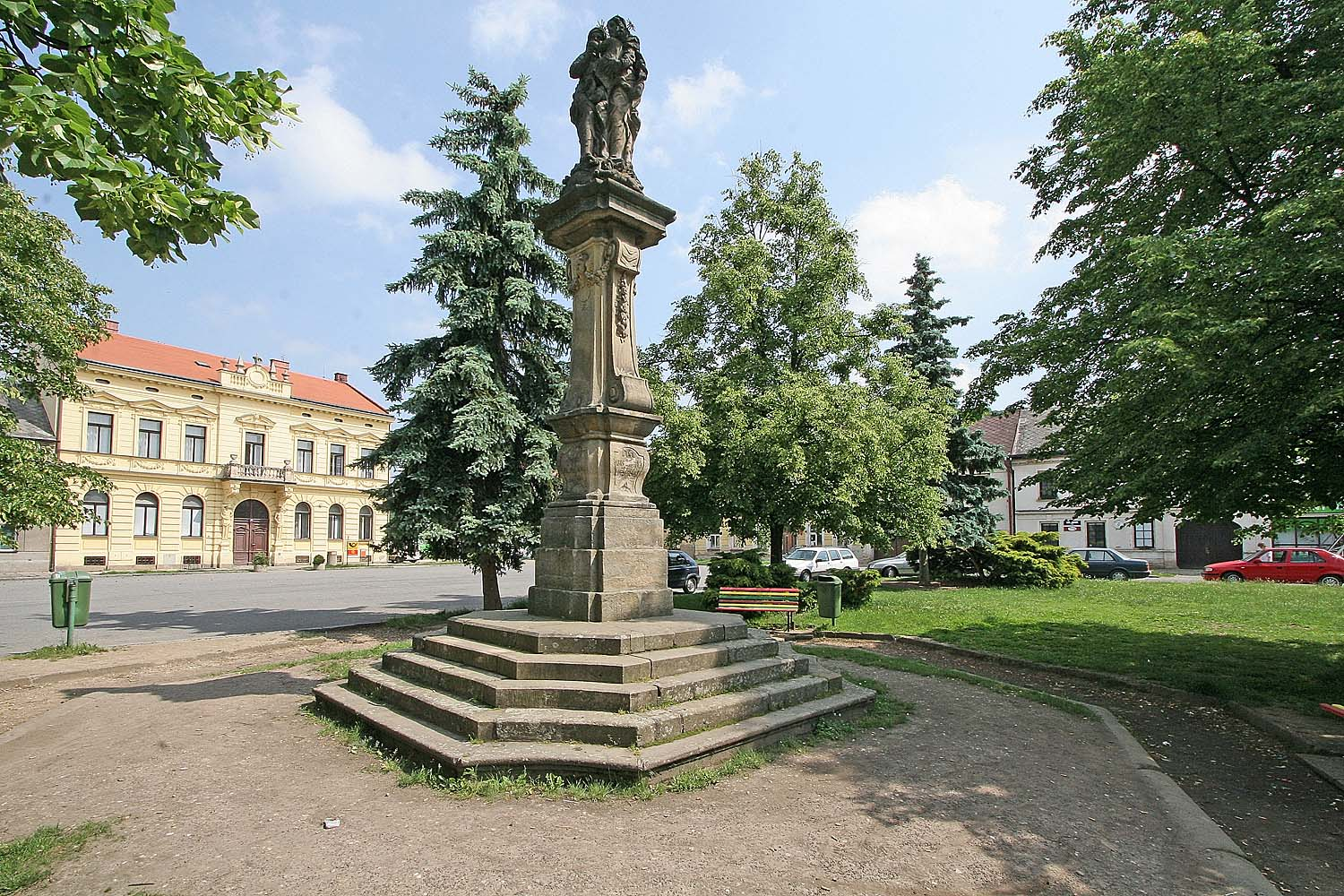
Sloup se sochou sv. Anny a Panny Marie v Nechanicích
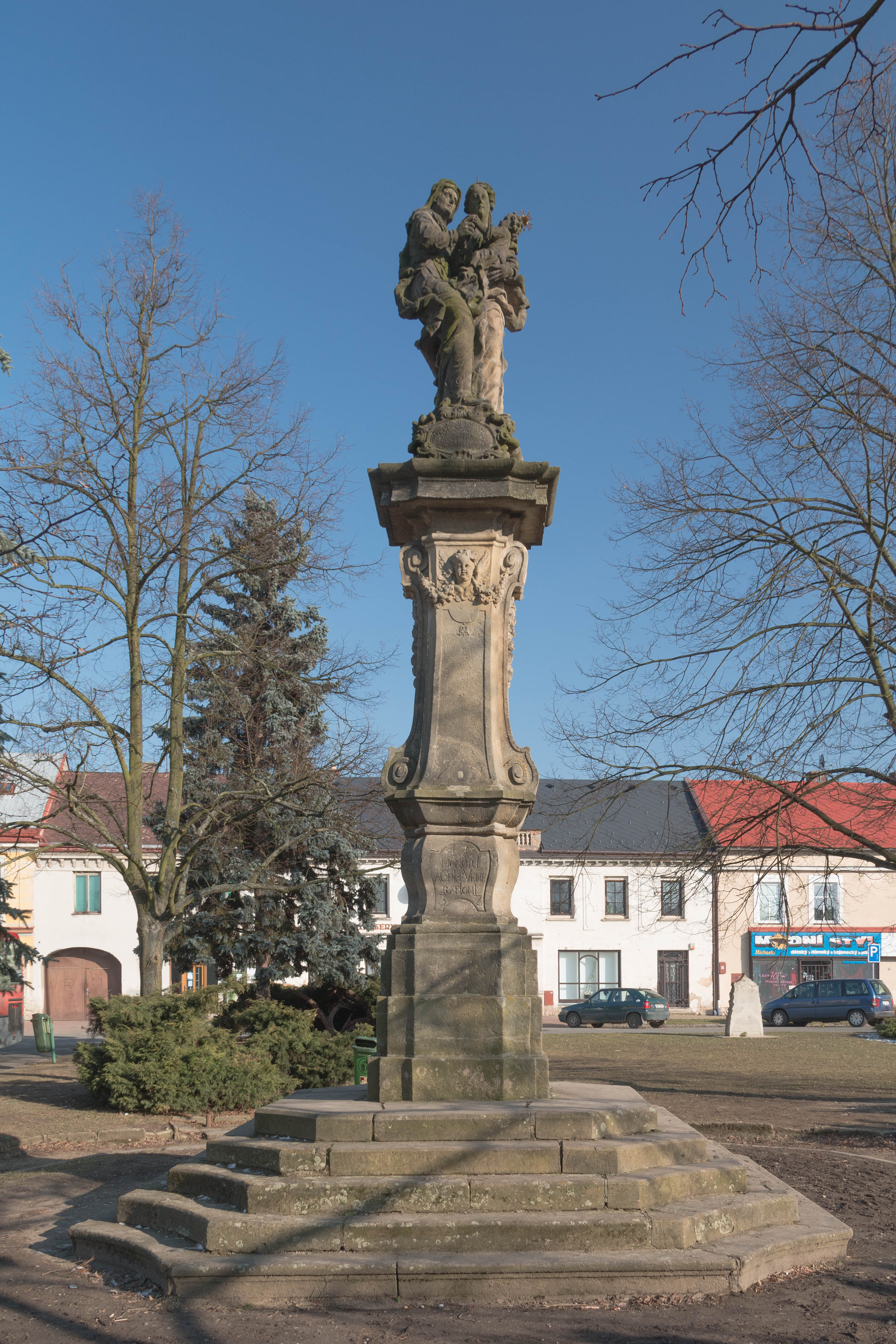
Sloup se sochou sv. Anny a Panny Marie v Nechanicích
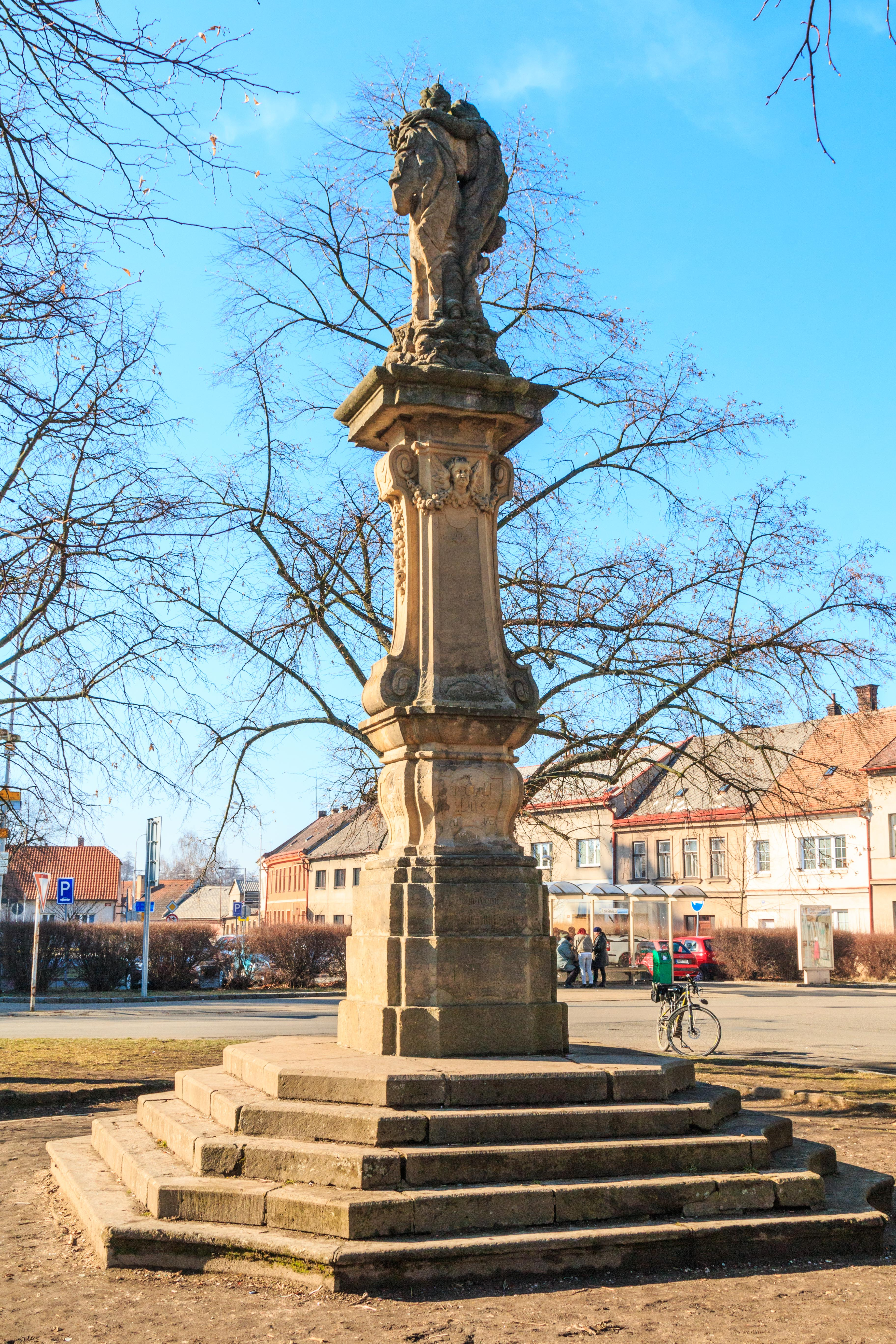
Sloup se sochou sv. Anny a Panny Marie v Nechanicích
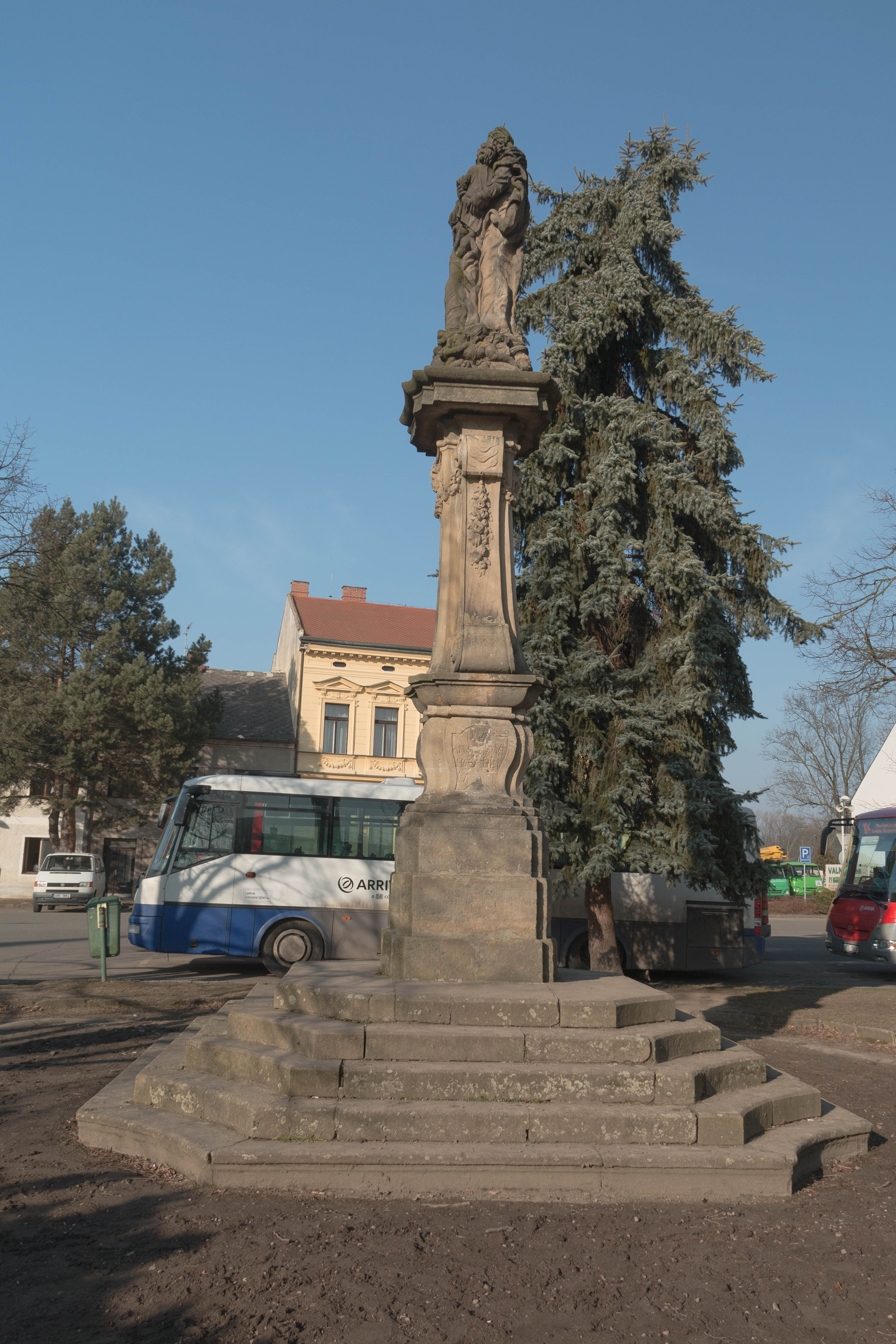
Sloup se sochou sv. Anny a Panny Marie v Nechanicích